# Highgate (métro de Londres)
Highgate (en anglais : Highgate tube station, ou Highgate Underground station), est une station de la ligne Northern du métro de Londres, en zone 3 Travelcard. Elle est située sur la Archway Road, à Highgate, sur le territoire du borough londonien de Haringey sur le territoire du Grand Londres.

## À proximité
- Highgate